# Chasm City
Chasm City är en science fiction-deckare som utspelar sig i det universum Alastair Reynolds beskriver i sin Revelation Spacetrilogi. Deckaren behandlar teman som identitet, minne och odödlighet, där mycket av beskrivningarna i boken utgår från den ovanliga samhälleliga strukturen i Chasm City, som är ett viktigt nav i Reynolds universum.
År 2002 vann boken British Science Fiction Association award. 
1. ↑  läs online, www.bsfa.co.uk .[källa från Wikidata]